# Регіональне управління Сил територіальної оборони «Північ»
Регіональне управління Сил територіальної оборони «Північ» (РУ Сил ТрО «Північ», в/ч A5725) — регіональний орган військового управління Сил територіальної оборони Збройних Сил України на який покладено організацію та виконання завдань територіальної оборони у північній військово-сухопутній зоні України. 

## Завдання
Завданнями Регіонального управління Сил територіальної оборони «Північ» є:
1. своєчасне реагування та вжиття необхідних заходів щодо оборони території та захисту населення на визначеній місцевості до моменту розгортання в межах такої території угруповання військ (сил) або/чи угруповання об'єднаних сил, призначених для ведення воєнних (бойових) дій з відсічі збройної агресії проти України;
2. участь у посиленні охорони та захисті державного кордону;
3. участь у захисті населення, територій, навколишнього природного середовища та майна від надзвичайних ситуацій, ліквідації наслідків ведення воєнних (бойових) дій;
4. участь у підготовці громадян України до національного спротиву;
5. участь у забезпеченні умов для безпечного функціонування органів державної влади, інших державних органів, органів місцевого самоврядування та органів військового управління;
6. участь в охороні та обороні важливих об'єктів і комунікацій, інших критично важливих об'єктів інфраструктури, визначених Кабінетом Міністрів України, та об'єктів обласного, районного, сільського, селищного, міського значення, районного у містах рад, сільських, селищних, порушення функціонування та виведення з ладу яких становлять загрозу для життєдіяльності населення;
7. забезпечення умов для стратегічного (оперативного) розгортання військ (сил) або їх перегрупування;
8. участь у здійсненні заходів щодо тимчасової заборони або обмеження руху транспортних засобів і пішоходів поблизу та в межах зон/районів надзвичайних ситуацій та/або ведення воєнних (бойових) дій;
9. участь у забезпеченні заходів громадської безпеки і порядку в населених пунктах;
10. участь у запровадженні та здійсненні заходів правового режиму воєнного стану в разі його введення на всій території України або в окремих її місцевостях;
11. участь у боротьбі з диверсійно-розвідувальними силами, іншими збройними формуваннями агресора (противника) та не передбаченими законами України воєнізованими або збройними формуваннями;
12. участь в інформаційних заходах, спрямованих на підвищення рівня обороноздатності держави та на протидію інформаційним операціям агресора (противника).

## Історія

### Формування
1 січня 2022 року територіальна оборона на підставі Закону України «Про основи національного спротиву» була виділена із Сухопутних військ в окремий рід сил.
15 січня 2022 року було сформовано Регіональне управління Сил територіальної оборони «Північ»[джерело?].

## Структура
- 448-й інформаційно-телекомунікаційний вузол (м.Чернігів)
- 376-ма окрема рота охорони та обслуговування (м.Чернігів)
- 112-та окрема бригада територіальної оборони (Україна) (м.Київ)
- 114-та окрема бригада територіальної оборони (Україна) (Київська область)
- 115-та окрема бригада територіальної оборони (Україна) (Житомирська обл.)
- 116-та окрема бригада територіальної оборони (Україна) (Полтавська обл.)
- 117-та окрема бригада територіальної оборони (Україна) (Сумська обл.)
- 118-та окрема бригада територіальної оборони (Україна) (Черкаська обл.)
- 119-та окрема бригада територіальної оборони (Україна) (Чернігівська обл.)
- 241-ша окрема бригада територіальної оборони (Україна) (м.Київ)